# The University of Law
The University of Law (ULaw) – brytyjski uniwersytet, uczelnia niepubliczna o profilu prawniczym i biznesowym, od 1962 kształcąca studentów prawa i zawodowych prawników kontynuujących kształcenie zawodowe, która w latach 1962–2012 funkcjonowała jako The College of Law of England and Wales. Historia uczelni sięga jednak 1876 roku. 

## O uniwersytecie

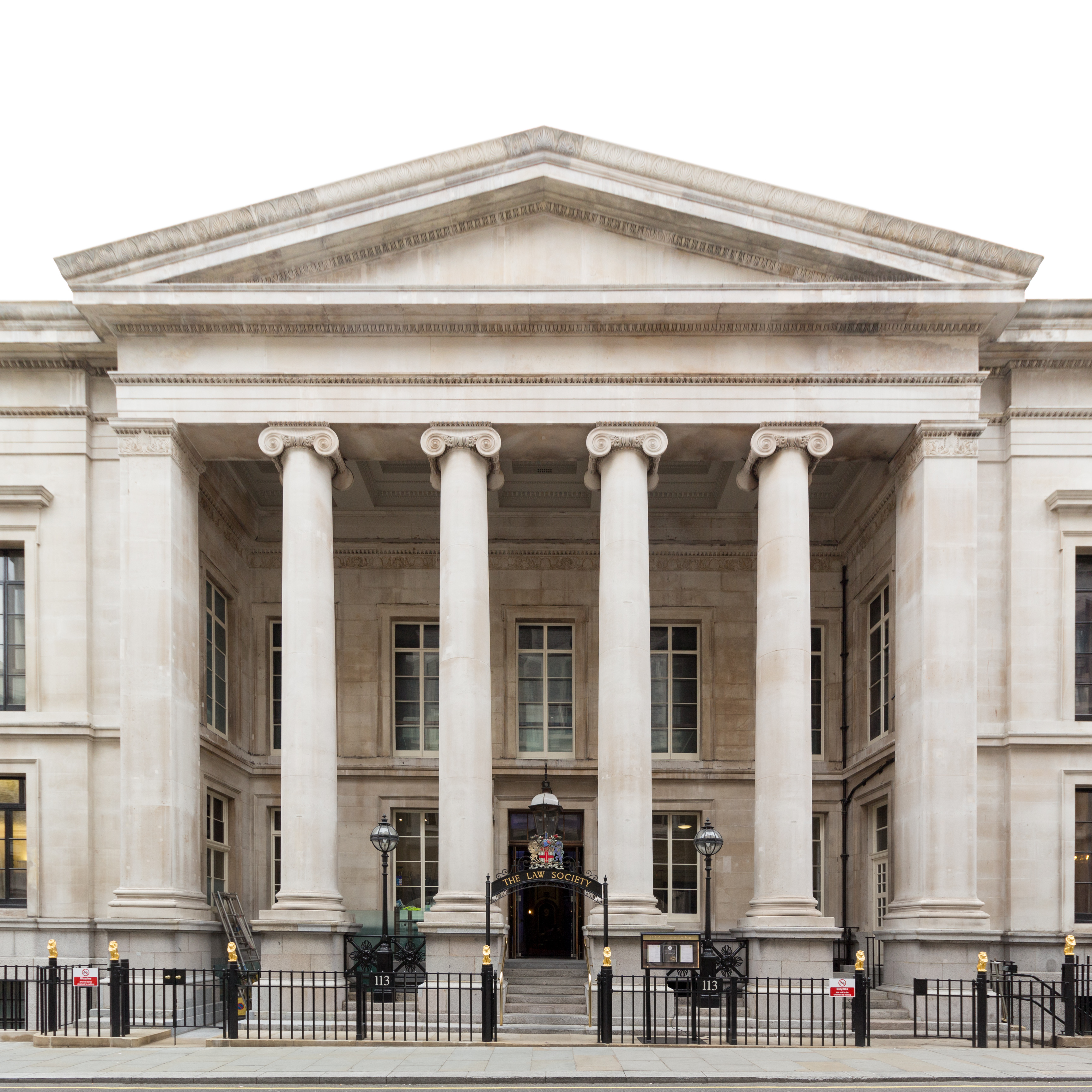
Główna siedziba Law Society, Chancery Lane, Londyn (2016)

Uczelnia została powołana w 1962 roku z inicjatywy Law Society of England and Wales (znane również jako The Law Society), które zrzesza solicitors na terenie Anglii i Walii. Nastąpiło wówczas połączenie założonej w 1903 roku Law Society Law School oraz londyńskiej kancelarii kształcącej (tutorial firm) adwokatów (barristers) Gibson and Weldon, działającej od 1876 roku.
W 1975 roku dzięki przywilejowi królewskiemu Elżbiety II, College of Law of England and Wales otrzymał status charity, jednak w 2012 roku wraz z uzyskaniem statusu uniwersytetu, stał się częścią limited partnership. The University of Law Ltd jest spółką handlową zarejestrowaną w Wielkiej Brytanii, w której spółką dominującą jest niderlandzki holding Global University Systems Holding BV ("GUS").
Kanclerzem uczelni jest David Neuberger, Baron Neuberger of Abbotsbury, prezes Sądu Najwyższego Zjednoczonego Królestwa w latach 2012–2017. Obecnym rektorem uniwersytetu jest Anthony Grabiner, baron Grabiner, kanclerz Clare College Uniwersytetu w Cambridge.

### Absolwenci i pracownicy uczelni
Z ULaw związani byli między innymi lord najwyższy sędzia Anglii i Walii baron Widgery, par dożywotni baronessa Warsi, burmistrz Londynu Sadiq Khan, były minister sprawiedliwości Charles Falconer, była minister ds. Walii Cheryl Gillan, poseł do Parlamentu Europejskiego Sajjad Karim, była minister Hazel Blears, były minister ds. Brexitu Stephen Barclay, a także pisarz Tom Holt, piłkarka Eniola Aluko i małżonka premiera Wielkiej Brytanii Cherie Blair.

## Kampusy
- Birmingham (Great Hampton Street)
- Bristol (od września 2010)[9]
- Chester (Christleton Hall)

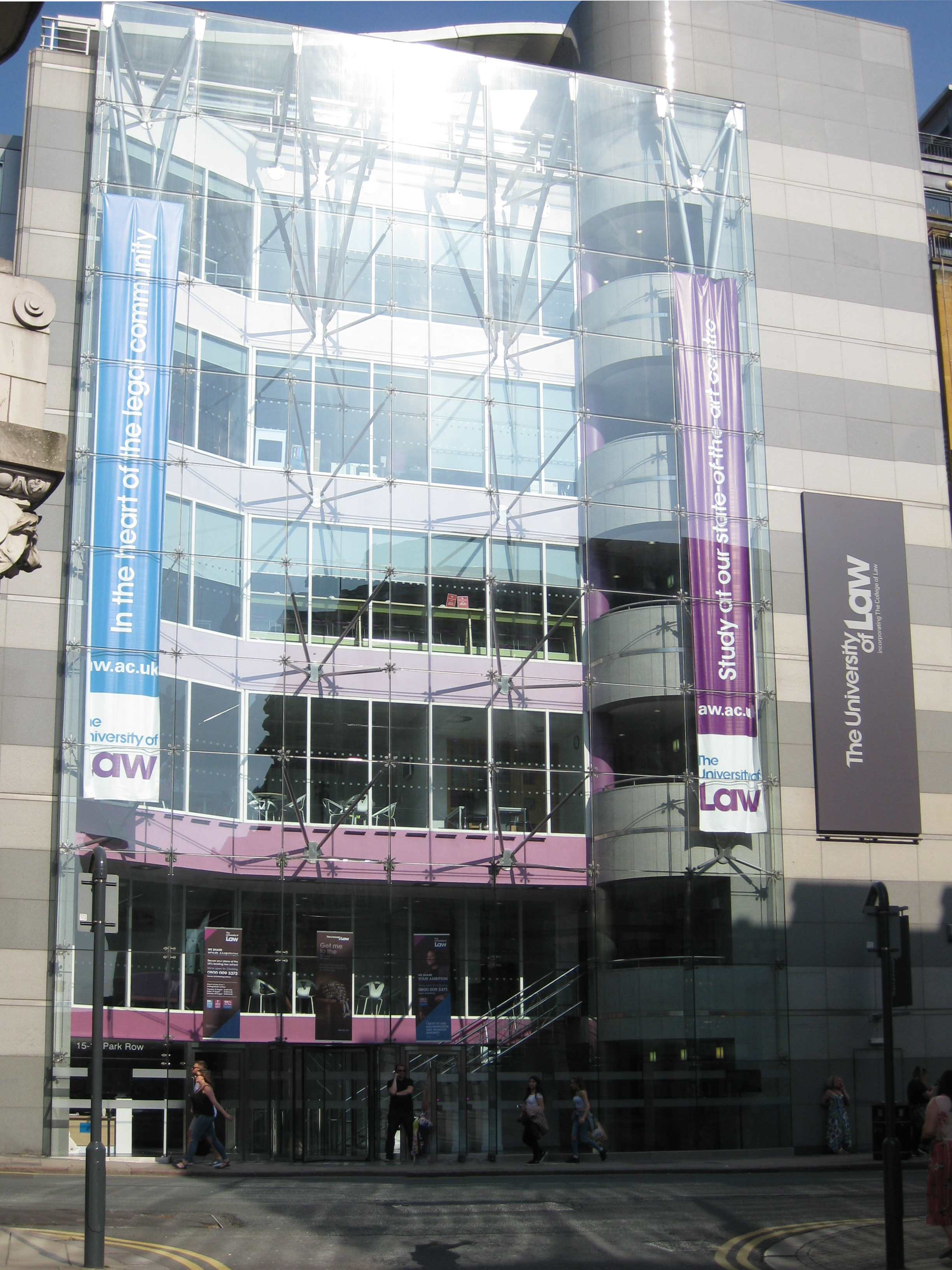
University of Law, kampus w Leeds (maj 2018)

- Guildford (Braboeuf Manor) w Surrey
- Londyn
  - Bloomsbury
  - Moorgate
- York (Bishopthorpe Road)
- Manchester (New York Street)[10]